# ستيبان شتاينر
ستيبان شتاينر (بالكرواتية: Stjepan Steiner)‏ هو طبيب كرواتي، ولد في 16 أكتوبر 1915 في Donja Stubica ‏ في كرواتيا، وتوفي في 18 يناير 2006 في زغرب في كرواتيا.